# Rainer Deppe

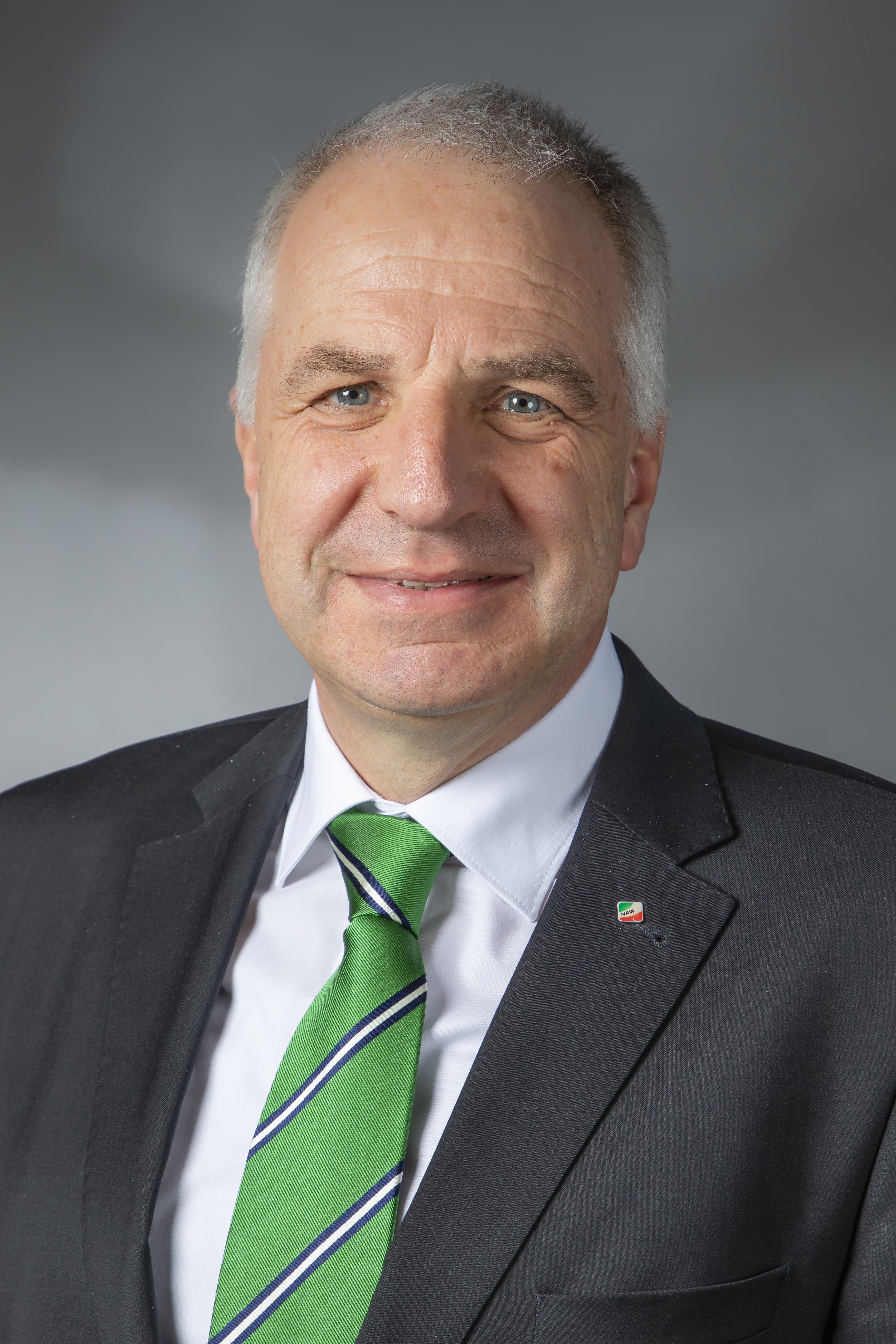
Rainer Deppe

Rainer Deppe (* 2. Mai 1956 in Köln) ist ein deutscher Politiker (CDU). Er war von 2005 bis 2022 Landtagsabgeordneter in Nordrhein-Westfalen.

## Leben
Nach seiner Geburt lebte Rainer Deppe bis zum 4. Lebensjahr in Bonn. Danach zogen seine Eltern mit der Familie in die Heimatstadt seines Vaters nach Essen. Er ist mit 3 jüngeren Geschwistern aufgewachsen. 1974 zog die Familie nach Bergisch Gladbach. Seither lebt er im Rheinisch-Bergischen Kreis; seit 1987 in der Stadt Overath.
Die komplette Schulzeit lebte er in der Stadt Essen. Dort besuchte er die Katholische Volksschule am Voßbusch, dann zwei Jahre lang das Goethegymnasium, beide in Essen-Bredeney. Später wechselte er zum Humboldtgymnasium in Essen-Stadtmitte, an dem er 1974 sein Abitur ablegte.
Deppe studierte von 1974 bis 1982 Rechtswissenschaften an der Universität Köln und absolvierte 1975/76 den 15-monatigen Grundwehrdienst am Fliegerhorst Köln-Wahn. Deppe beendete das Studium ohne Examen und griff seinen Berufswunsch aus Jugendzeiten auf: er machte von 1982 bis 1984 eine Ausbildung als Landwirt, besuchte dann zwei Jahre lang Fachschulen und bestand 1986 die Abschlussprüfung vor der Landwirtschaftskammer Rheinland als staatlich geprüfter Landwirt.
Verheiratet war Rainer Deppe mit der Grundschullehrerin Bettina Deppe, geb. Seufert (*15. August 1955 in Leverkusen) seit 1979 bis zu ihrem Tod im Jahr 2016. Gemeinsam haben sie vier Kinder. Am 20. Oktober 2018 heiratete er Margret Voßeler-Deppe. Sie war 2010 bis 2022 Landtagsabgeordnete im Nordrhein-Westfalen.

## Politischer Werdegang
Deppe ist seit 1973 Mitglied der CDU und war von 1973 bis 1974 Vorsitzender der RCDS-Schülerinitiative Essen. Er war nach dem Abitur 1974/75 ein Jahr lang Vorsitzender des RCDS in Köln und 1975/76 ein Jahr Vorsitzender der Jungen Union in Bergisch Gladbach. Von 1975 bis 1982 war er stellvertretender Kreisvorsitzender der Jungen Union Rheinisch-Bergischer Kreis. Er war zudem vier Jahre lang Landesvorsitzender des RCDS NRW und Stadtratsmitglied in Bergisch Gladbach.
Ab 1991 war er für zehn Jahre CDU-Kreisgeschäftsführer im Rheinisch-Bergischen Kreis, wo er 2001 Mitglied des Kreisvorstandes wurde. Er war von 2004 bis 2007 Vorsitzender des CDU-Stadtverbandes Overath und von 2005 bis 2008 Vorsitzender der KPV des Rheinisch-Bergischen Kreises.
Von 2007 bis 2019 war er Kreisvorsitzender der CDU Rheinisch-Bergischer Kreis. Seit 2019 ist Deppe dort Ehrenvorsitzender. Er wurde 1994 Mitglied des Kreistages des Rheinisch-Bergischen Kreises und 2001 Mitglied des Regionalrates Köln der Regierungsbezirkes Köln.
2010 wurde er Vorsitzender des Regionalrates.
Deppe zog nach der NRW-Landtagswahl 2005 erstmals in den Landtag NRW ein und nach den Landtagswahlen 2010, 2012 und 2017 erneut.
Er zog stets als direkt gewählter Abgeordneter für den Landtagswahlkreis Rheinisch-Bergischer Kreis II in den Landtag ein.
Er kandidierte bei der Landtagswahl 2022 nicht mehr.
Im Landtag Nordrhein-Westfalen war er ordentliches Mitglied im Ausschuss für Umwelt, Landwirtschaft, Natur- und Verbraucherschutz, im Ausschuss für Verkehr sowie im Ältestenrat. Von Juli 2017 bis Mai 2022 war er einer der stellvertretenden Vorsitzenden der CDU-Landtagsfraktion.